# Dile al sol
Dile al Sol es el primer álbum de estudio de la banda española La Oreja de Van Gogh. Salió a la venta el 18 de mayo de 1998 y vendió más de 910 000 copias en todo el mundo. Dos de sus sencillos, "Soñaré" y "Cuéntame al oído", lograron el primer lugar en las listas de popularidad de España. 

## Grabación y producción
Después de ganar el VI Concurso Pop-Rock Ciudad de San Sebastián en 1997 con las maquetas "Viejo cuento", "Dos cristales", "Aquella ingrata" y "El árbol", La Oreja de Van Gogh probó suerte enviando una maqueta a la casa discográfica Sony Music. Sony Music se puso en contacto con la banda para grabar un disco. Fue así como las grabaciones de Dile al sol comenzaron en el estudio de Alejo Stivel entre enero y abril de 1998. Contó, además, con la mezcla y la masterización de Barry Sage de ASK Producciones en Madrid y con la posproducción de un equipo de artistas, entre los que se encuentran Carlos Martín en el diseño, Jesús Ugalde en la fotografía, Luis Oliviera en el maquillaje y Oddity en el vestuario. 

### Colaboraciones
El álbum contó con la colaboración de Mikel Erentxun, a quien conocieron y contactaron gracias a su mánager. Erentxun participó en la producción de las canciones "Pesadilla" y "Qué puedo pedir". Txetxo Bengoetxea de 21 Japonesas participó en la producción de "El 28", "Dos cristales", "Lloran piedras", "La estrella y la luna" y "El libro". Fue la misma banda quien se puso en contacto con el músico luego de dejar una maqueta en un bar donde éste tocaba.
La producción del álbum también contó con la asistencia de músicos experimentados como Josu García en la guitarra, Marcelo Fuentes en el bajo y Fernando Samalea en la batería.

## Canciones
La primera canción de Dile al Sol es "El 28", canción que también fue lanzada como el primer sencillo del álbum y que sería la insignia de la banda durante los diez años siguientes de su carrera. Cuenta con influencias del género donosti sound y se refiere al 28, una conocida línea de autobuses de San Sebastián.
La segunda canción es "Cuéntame al oído", una balada que relata una relación de amistad y confianza entre dos personas. La canción fue lanzada, también, como sencillo promocional y logró los primeros puestos en las listas de popularidad de España y es considerada como uno de los clásicos de la banda.
Influenciados por el género funk, la banda presenta "Pesadilla", una canción con letras oníricas que hablan sobre no mezclar los sueños negativos con la realidad. Fue, también, el cuarto sencillo del álbum y cuenta con un videoclip rodado en el Parque de Atracciones de Madrid. El álbum continúa con una fábula titulada "La estrella y la luna", una canción que toma elementos del reggae y que relata una riña entre una estrella fugaz y una luna envidiosa por su belleza.
Las siguientes dos canciones, "Viejo cuento" y "Dos cristales" formaban parte de las cuatro maquetas que hizo que la banda ganara el Concurso Pop-Rock Ciudad de San Sebastián el año anterior. "Viejo cuento" habla sobre una persona que recuerda con nostalgia a otra mientras lee un cuento que ambas disfrutaban, mientras que "Dos cristales" hace un llamado a escuchar a nuestra consciencia. Luego aparece "Lloran piedras", canción que también formó parte de las maquetas que la banda envió al Concurso bajo el nombre de "El amanecer". La banda ha explicado que sus letras no tratan nada en particular, sino que son tan surrealistas como las de "Viejo cuento" y "Dos cristales".
Sin embargo, el surrealismo se rompe con "Qué puedo pedir", canción que también fue lanzada como sencillo promocional y que logró una recepción positiva por parte del público gracias a su estribillo contagioso y alegre con aires de pop psicodélico. Fue escrita por Rafael Berrío y cuenta con la colaboración de Mikel Erentxun y Txetxo Bengoetxea en los coros. La canción habla de una relación desgastada y, a pesar de la recepción, la canción sólo fue interpretada durante la primera gira de la banda.
"Dile al sol", canción que da nombre al disco, narra la historia de una pareja que es separada por la guerra. La canción fue lanzada como el quinto sencillo promocional del álbum y contó con un videoclip que fue filmado en Barcelona. "El libro" es la siguiente canción y cuenta que, luego del término de una relación, sólo queda un libro para recordar. Fue, además, el último sencillo del álbum y contó, también, con un videoclip filmado en un café mientras la banda terminaba su gira y trabajaba en su segundo álbum, El viaje de Copperpot.
La penúltima canción del álbum, "La carta", es una balada rock inspirada en el secuestro de José Antonio Ortega Lara a manos de la organización terrorista ETA durante 1996 y 1997.
Finalmente, el disco culmina con "Soñaré", canción que fue lanzada como el segundo sencillo del álbum y que se convirtió en el primer número 1 de la banda. La canción cita a Calderón de la Barca y habla sobre cumplir los sueños. El videoclip fue filmado con una cámara casera en la Playa de la Concha de San Sebastián.

### Maquetas y descartes
Hasta la fecha se conocen seis descartes de Dile al sol: "Déjate llevar", "El tiempo", "El árbol", "Escalera a la luna", "Aquella ingrata" y "Siente en rosa".
"Déjate llevar" fue incluido en el sencillo promocional "La estrella y la luna" y relata, con influencias de rock psicodélico, los deseos de olvidar los deberes y de, simplemente, dejarse llevar. Por su parte, "El tiempo" cuenta la nostalgia que producen los recuerdos de un amor que ya se ha ido. "El árbol" es una continuación de "Dile al sol" y cuenta con algunas influencias de jazz en su interludio instrumental. "Escalera a la luna" sigue la misma línea surrealista de "Viejo cuento", "Dos cristales" y "Lloran piedras"; y "Aquella ingrata" relata la historia de una infidelidad. Todas estas maquetas fueron incluidas diez años más tarde en el álbum Más guapa, que celebraba la primera década de existencia de la banda.
"Siente en rosa" fue interpretada por la banda en algunas presentaciones en vivo de su primera gira y, hasta el día de hoy, no se ha filtrado ninguna maqueta de buena calidad.

## Promoción
El primer sencillo del álbum fue "El 28". Fue lanzado en mayo de 1998 y si bien, no alcanzó el número 1 en listas como Los 40 Principales, dio pie a que la banda lanzara otros sencillos.
Más tarde, en agosto de 1998, la banda lanzó el sencillo "Soñaré", canción con la que lograron el primer puesto en las listas de España y que los consolidó en la escena pop de dicho país. Cuatro meses después lanzaron "Cuéntame al oído", seguido de "Pesadilla", "Dile al sol", "Qué puedo pedir", "El libro", y "La estrella y la luna", todos estos lanzados entre 1999 y 2000. Se grabaron videoclips promocionales para todos estos sencillos, a excepción de "Qué puedo pedir" y "La estrella y la luna".
La Oreja de Van Gogh se embarcó en una gira, Tour Dile al Sol, que recorrió gran parte de España con más de cien conciertos y que sumó una audiencia de más de un millón de personas.

## Ventas
Hasta la fecha, Dile al Sol ha vendido más de un millón de copias en todo el mundo y el 70 % de dicha cifra corresponden a ventas de España. El disco lideró la lista de ventas española durante diez semanas y estuvo entre los diez discos más vendidos durante 30 semanas. 

## Lista de canciones del álbum
| N.º | Título                  | Música                               | Escritor(es)                         | Duración |  |
| 1.  | «El 28»                 | La Oreja de Van Gogh                 | La Oreja de Van Gogh                 | 2:49     |  |
| 2.  | «Cuéntame al oído»      | La Oreja de Van Gogh                 | Xabi San Martín y Pablo Benegas      | 3:12     |  |
| 3.  | «Pesadilla»             | La Oreja de Van Gogh                 | Pablo Benegas                        | 4:20     |  |
| 4.  | «La estrella y la luna» | La Oreja de Van Gogh                 | Xabi San Martín                      | 3:48     |  |
| 5.  | «Viejo cuento»          | La Oreja de Van Gogh                 | La Oreja de Van Gogh                 | 5:05     |  |
| 6.  | «Dos cristales»         | La Oreja de Van Gogh                 | La Oreja de Van Gogh                 | 4:24     |  |
| 7.  | «Lloran piedras»        | La Oreja de Van Gogh                 | La Oreja de Van Gogh                 | 4:04     |  |
| 8.  | «Qué puedo pedir»       | Rafael Berrio y La Oreja de Van Gogh | Rafael Berrio y La Oreja de Van Gogh | 3:03     |  |
| 9.  | «Dile al sol»           | La Oreja de Van Gogh                 | Xabi San Martín y Pablo Benegas      | 3:38     |  |
| 10. | «El libro»              | La Oreja de Van Gogh                 | Xabi San Martín y Pablo Benegas      | 3:47     |  |
| 11. | «La carta»              | La Oreja de Van Gogh                 | La Oreja de Van Gogh                 | 2:40     |  |
| 12. | «Soñaré»                | La Oreja de Van Gogh                 | Amaia Montero                        | 3:34     |  |

## Lista de sencillos
1. "El 28"
2. "Soñaré"
3. "Cuéntame al oído"
4. " Pesadilla"
5. "Dile al sol"
6. "Qué puedo pedir"
7. "El libro"
8. "La estrella y la luna"

## Certificaciones
| Territorio | Organismo certificador | Certificación | Ventas certificadas |
| ---------- | ---------------------- | ------------- | ------------------- |
| España     | PROMUSICAE             | x7 Platino    | +700 000            |

## Anuales
| País   | Asociación | Lista          | Posición anual   | Ref.        |
| España | Promusicae | Top 50 Álbumes | 1998: 21 1999: 4 | [ 1 ] [ 2 ] |